# Modo avión
Modo avión fue un programa de televisión uruguayo conducido por Andrea "Andy" Vila y producido por Sinapsis Productora de Ideas. Fue emitido desde el domingo 30 de septiembre de 2018 hasta el 6 de enero del año siguiente, por Canal 4 todos los domingos desde las 22 horas hasta las 23.

## Formato
Es un programa dedicado a viajar a un lugar del mundo para conocer sus costumbres, fiestas, paisajes, y todo con mucho humor, entrevistando a personas que viven allí para contar su experiencia en el lugar.
Se emitió los domingos en el prime-time para competir con Súbete a mi moto, programa de Teledoce conducido por Rafael Villanueva que se centra en recorrer cada lugar del país.

## Primera temporada (2018)
| N.º (prog.) | N.º (temp.) | Lugar visitado             | Fecha de estreno         |
| ----------- | ----------- | -------------------------- | ------------------------ |
| 1           | 1           | « Aruba»                   | 30 de septiembre de 2018 |
| 2           | 2           | « Maceió»                  | 7 de octubre de 2018     |
| 3           | 3           | « Miami»                   | 14 de octubre de 2018    |
| 4           | 4           | « Provincia de Panamá»     | 21 de octubre de 2018    |
| 5           | 5           | « Nueva York»              | 28 de octubre de 2018    |
| 6           | 6           | « Recife»                  | 4 de noviembre de 2018   |
| 7           | 7           | « Washington»              | 11 de noviembre de 2018  |
| 8           | 8           | « Chile»                   | 18 de noviembre de 2018  |
| 9           | 9           | «Especial Modo Crucero»    | 25 de noviembre de 2018  |
| 10          | 10          | « Ciudad de México»        | 2 de diciembre de 2018   |
| 11          | 11          | « Barbados»                | 9 de diciembre de 2018   |
| 12          | 12          | « Puerto Vallarta»         | 23 de diciembre de 2018  |
| 13          | 13          | «Lo mejor de cada destino» | 30 de diciembre de 2018  |
| 14          | 14          | «Lo mejor de cada destino» | 6 de enero de 2019       |

## Ficha Técnica
- Conducción: Andy Vila
- Empresa productora: Sinapsis Productora de Ideas
- Producción: Florencia Marquez
- Dirección: Fernando Olivet
- Gerencia de Producción: Gonzalo Sayagués
- Edición: Hernán Ospina
- Audio: Carlos Dota - Daniel Venturini
- Gráfica: Caliwrood
- Musicalización: Paola Taboada
- Cámara Drone: Stevens Joseph Bermúdez
- Coordinación logística: Gustavo Mederos
- Redes sociales: Giuliana Cadimar
- Administración: Cecilia Gadola
- Legales: Darío Marcora